# سارا ریتمان
سارا ریتمان (انگلیسی: Sarah Reitman; ۵ ژانویهٔ ۱۸۸۱ – ۹ ژوئن ۱۹۵۰) کارآفرین اهل کانادا بود، که در سال ۱۹۲۶ شرکت ریتمانس را تأسیس کرد.